# Denis Rodkine
Denis Alexandrovitch Rodkine (en russe : Денис Александрович Родькин), né le 3 juillet 1990 à Moscou, est un danseur classique russe, premier danseur du Théâtre Bolchoï, lauréat du prix du président de la fédération de Russie en 2018.

## Biographie
Il naît en 1990 à Moscou. Il est diplômé du théâtre académique de danse Gjel de Moscou et il est engagé en 2009 dans la troupe de ballet du Bolchoï dans la classe de Nikolaï Tsiskaridzé. Il est diplômé en 2013 de la faculté de chorégraphie et de pédagogie de l'académie de chorégraphie de Moscou. Après le départ de Tsiskaridzé du Bolchoï, son répétiteur devient Iouri Vladimirov, puis Alexandre Vetrov. Il vit depuis 2019 avec une ballerine du Bolchoï, Eleonora Sevenard.

## Rôles
2010
- l'oiseau bleu (La Belle au bois dormant de Tchaïkovski, de Iouri Grigorovitch d'après Petipa)
- pair de Juliette (Roméo et Juliette de Prokofiev, chorégraphie de Grigorovitch)
- flamenco (Suite de Carmen de Bizet et Chtchedrine, chorégraphie d'Alberto Alonso)
- ami de Colin (La Vaine Précaution de Herold, chorégraphie d'Ashton)
- Sérénade sur une musique de Tchaïkovski (chorégraphie de Balanchine)
- deux rôles dans la IIe partie (Symphonie en do majeur sur une musique de Bizet, chorégraphie de Balanchine)
- grand pas (Raymonda de Glazounov, chorégraphie de Petipa dans la version de Iouri Grigorovitch)
- valse (Le Lac des cygnes de Tchaïkovski, dans une seconde chorégraphie révisée par Iouri Grigorovitch)
- grand pas (La Bayadère de Léon Minkus, chorégraphie de Petipa révisée par Grigorovitch)
- serviteur du dieu Nil, deux chevaliers, pêcheur (La Fille du pharaon de Pugni, chorégraphie de Pierre Lacotte d'après Petipa)
- valse finale et apothéose (Casse-Noisette de Tchaïkovski, chorégraphie de Grigorovitch)
- rôle dans Rubis (IIe partie du ballet Jewels) sur une musique de Stravinsky (chorégraphie de Balanchine)

2011
- rôle du ballet Klass-Konzert sur une musique de Glazounov, Liadov, Rubinstein, Chostakovitch, chorégraphie d'Assaf Messerer)
- soliste (Sérénade sur une musique de Tchaïkovski, chorégraphie de Balanchine)
- Florent (Esmeralda de Cesare Pugni, chorégraphie de Petipa, chorégraphie de Iouri Bourlaka et de V. Medvedev)
- Bernard (Raymonda)
- Antoine Mistral (Flammes de Paris, d'Assafiev, chorégraphie de Ratmansky avec ajouts de Vainonen)
- le comte (Cipollino de Khatchatourian, chorégraphie de Maïorov)
- rôle du ballet La Symphonie des psaumes sur une musique de Stravinsky (chorégraphie de Kylián)
- page de la fée Lilas, prince prétendant de la main d'Aurore (La Belle au bois dormant)

2012
- esclave (La Bayadère de Léon Minkus, chorégraphie de Petipa dans un chorégraphie révisée par Iouri Grigorovitch)
- soliste dans la danse aux éventails (Le Corsaire d'Adam, chorégraphie de Petipa révisée par Ratmansky et Iouri Bourlaka)
- Paris (Roméo et Juliette, de Prokofiev, chorégraphie de Grigorovitch)
- partie solo dans Jewels (IIIe partie de Jewels) sur une musique de Tchaïkovski (chorégraphie de Balanchine) — première au Théâtre Bolchoï
- duo (Rêve de rêve, sur une musique de Rachmaninov, dans une chorégraphie de Elo)
- Lord Wilson, Taor (La Fille du pharaon, de Cesare Pugni (dans une chorégraphie de Pierre Lacotte d'après Marius Petipa)
- le prince Kourbski (Ivan le Terrible sur une musique de Prokofiev, chorégraphie de Grigorovitch)

2013
- Spartacus (Spartacus de Khatchatourian, chorégraphie de Grigorovitch)
- Artynov (Aniouta sur une musique de Gavriline, chorégraphie de Vassiliev)
- le méchant génie (Le Lac des cygnes de Tchaïkovski, chorégraphie de Petipa révisée par Grigorovitch)
- le toréador (Don Quichotte de Léon Minkus, chorégraphie de Petipa et Gorsky révisée par Fadeïetchev)

2014
- le prince Sigfried (Le Lac des cygnes de Tchaïkovski, chorégraphie de Petipa et Ivanov, révisée par Grigorovitch)
- Don José (Carmen-suite de Bizet-Chtchedrine, chorégraphie  d'Alberto Alonso)
- Gaston (La Dame aux camélias sur une musique de Chopin, chorégraphie de Neumeier)
- Jean de Brienne (Raymonda, de Glazounov, chorégraphie de Petipas révisée par Grigorovitch)
- Onéguine (Onéguine sur une musique de Tchaïkovski, chorégraphie de Cranko)
- Ferhard (La Légende de l'amour, de Melikov, chorégraphie de Grigorovitch)
- le prince (Casse-Noisette de Tchaïkovski, chorégraphie de Grigorovitch)

2015
- le prince Federici (Marco Spada d'Auber, chorégraphie de Pierre Lacotte d'après Joseph Mazilier)
- Armand Duval (La Dame aux camélias sur une musique de Chopin, chorégraphie de Neumeier)
- Albrecht (Giselle d'Adam, chorégraphie de Perrot, Petipa, Coralli révisée par Grigorovitch)
- Petchorine (Un héros de notre temps, de Demoutski, chorégraphie de Iouri Possokhov)

2016
- Basilio (Don Quichotte de Léon Minkus, chorégraphie de Petipa et Gorsky, révisée par Fadeïetchev)
- Boris («Золотой век» de Chostakovitch, chorégraphie de Grigorovitch)

2017

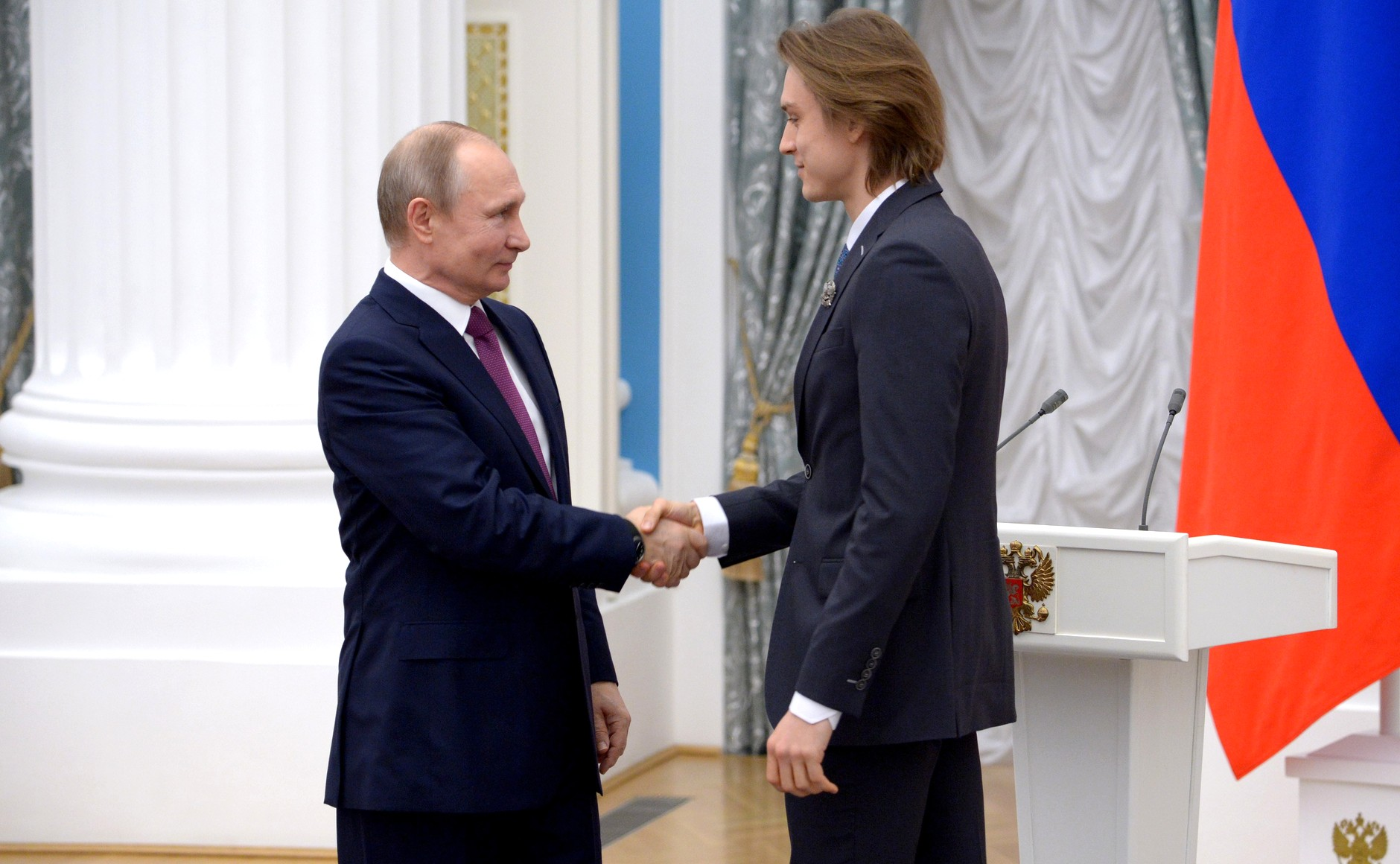
Cérémonie de remise du prix du président de la fédération de Russie, 6 avril 2018 года

- le prince Désiré (La Belle au bois dormant de Tchaïkovski, chorégraphie de Petipa révisée par Grigorovitch)

2018
- Vronski (Anna Karénine sur une musique de Tchaïkovski, Alfred Schnittke, Kate Stevens, chorégraphie de John Neumeier) — créateur du rôle au Bolchoï

2019
- soliste de la IIe partie (Symphonie en do majeur de Bizet, chorégraphie de Balanchine)
- le père (La Gaîté parisienne sur une musique d'Offenbach et Rosenthal, chorégraphie de Maurice Béjart)

## Distinctions
- 2014 — prix du journal Ballet «Esprit de la danse» (dans la catégorie «Étoile montante»)
- 2017 — prix Benois de la Danse (pour le rôle de Solor dans La Bayadère, chorégraphie revue par Grigorovitch, Théâtre Bolchoï)
- 2018 — prix du président de la fédération de Russie pour les jeunes artistes